# 帕特·羅伯遜
马里昂·戈登·“帕特”·罗伯逊（英語：Marion Gordon "Pat" Robertson，1930年3月22日—2023年6月8日）是美国传媒大亨，前美南浸信会的牧师，支持保守派基督教的思想。目前担任瑞金大学校长，視博恩（基督教广播网）主席。
罗伯逊是几个机构、公司和一所大学的创始人：包括視博恩（CBN）、国际家庭娱乐公司（ABC家庭频道）、瑞金大学、美国法律与正义中心（ACLJ）、美国基督教联盟、慈福行动国际救援与发展公司和CBN亚洲。他也是一个畅销书作家，他的CBN基督教新闻和电视节目通过卫星在ABC家庭频道直播，并通过CBN在各地的分支机构向全世界范围内播出。
他的父亲是美国参议员蒂莫西·布莱恩·罗伯逊，罗伯逊是美南浸信会信徒并积极与该教派多年的传道，但也持有靈恩派理论，并非传统的南浸信会信徒。他曾成为共和黨候选人参加1988年总统选举，但竞选失败。他成为美国保守派基督教的一个公认的有影响力的且有争议的代表人物。
2023年6月8日，羅伯遜在弗吉尼亚州維珍尼亞海灘家中去世，享年93歲

## 部分争议言论
作为一个评论员，罗伯逊的节目偶尔会涉及有争议的话题，他经常会发表一些言论招致观众的批评或者支持。这些言论受到了国家和国际媒体的关注，也引起了政界人士的反应。
罗伯逊支持通过祈祷和仪式等信仰方式可以刺激神的同在的信心療法。他告诫信徒，一些新教教派可能本质是敌基督，他祈祷熱帶氣旋偏移，谴责印度教如“邪靈”伊斯兰教如“撒旦”。罗伯逊谴责女权主义的左翼观点，关于同性恋的维权行动，堕胎和自由主义的大学教授。
九一一袭击事件当周，罗伯逊和傑瑞·法威爾在节目上讨论袭击事件时法威爾说“美國公民自由聯盟（ACLU），异教徒，堕胎者，以及女权主义者，男同性恋和女同性恋导致袭击事件的发生。”罗伯逊说，“我完全同意。”两人的言论被总统乔治·W·布什严重批评，为此法威爾在之后发表了道歉声明。
颶風卡特里娜导致1836人遇难后不到两个星期，罗伯逊在9月12日播出的节目中暗示风暴是上帝对美国堕胎政策的惩罚。
2009年11月9日，罗伯逊说，伊斯兰教是“一个试图推翻世界各国政府一心想统治世界的暴力政治体系。”他继续阐述说：“你处理的不是宗教，而是一个政治制度，我认为我们应该像对待共产党员和法西斯组织成员那样对待它的追随者。”

## 延伸阅读
- Boston, Robert. . Amherst, NY: Prometheus Books. 1996. ISBN 978-1-57392-053-7.
- Harrell, Jr., David Edwin. . Grand Rapids, Mich.: William B. Eerdmans Pub. 2010. ISBN 978-0-8028-6384-3.
- David John Marley. Pat Robertson: An American Life （页面存档备份，存于）